# Deinopis aurita
Deinopis aurita är en spindelart som beskrevs av F. O. Pickard-Cambridge 1902. Deinopis aurita ingår i släktet Deinopis och familjen Deinopidae. Inga underarter finns listade i Catalogue of Life.